# مارشال گانز
مارشال گانز (انگلیسی: Marshall Ganz; ۱۴ مارس ۱۹۴۳ –) جامعه‌شناس اهل ایالات متحده آمریکا و مدرس در زمینه رهبری، سازماندهی و جامعه مدنی در مدرسه حکومت جان اف. کندی در دانشگاه هاروارد است.